# Ludwik Antoni Stankiewicz
Ludwik Antoni Stankiewicz (ur. 8 października 1908 w Krakowie, zm. 3 stycznia 1956 w Londynie) – podpułkownik dyplomowany broni pancernych Polskich Sił Zbrojnych.

## Życiorys
Urodził się 8 lub 18 października 1908, jako syn Bronisława i Heleny z Lachów. Zdał maturę w V Państwowym Gimnazjum im. Jana Kochanowskiego w Krakowie w 1926. W tym samym roku został przyjęty do Wojska Polskiego. Po Szkole Oficerskiej Piechoty w Ostrowi Mazowieckiej do połowy 1929 awansowany na podporucznika piechoty został przydzielony do 27 pułku piechoty w garnizonie Częstochowa i w tej jednostce służył w kolejnych latach (1932). Został awansowany do stopnia porucznika piechoty ze starszeństwem z dniem 1 stycznia 1932. Odbył kurs w Centralnej Szkole Czołgów i Samochodów w Warszawie. Od marca 1934 służył w 3 batalionie czołgów i samochodów pancernych w Warszawie na stanowisku dowódcy plutonu i jako oficer-instruktor. Odbył XVIII Kurs Normalny w Wyższej Szkole Wojennej od 1937 do 1939 uzyskując tytuł oficera dyplomowanego w stopniu kapitana broni pancernych po awansie z 19 marca 1938.
W obliczu zagrożenia konfliktem zbrojnym w okresie mobilizacji w sierpniu 1939 został przydzielony do sztabu 10 Brygady Kawalerii służąc jako oficer operacyjny. Po wybuchu II wojny światowej brał udział w walkach kampanii wrześniowej. Po klęsce Polski przedostał się na Węgry, a następnie do Francji. Został oficerem operacyjnym w odtworzonej 10 Brygadzie Kawalerii Pancernej we Francji. W 1940 brał udział w walkach kampanii francuskiej. Po upadku Francji ewakuował się przez Hiszpanię i Portugalię do Wielkiej Brytanii. W okresie od sierpnia do grudnia 1940 pełnił funkcję dowódcy 10 szwadronu przeciwpancernego. W Wielkiej Brytanii został oficerem operacyjnym 10 Brygady Kawalerii Pancernej. Od grudnia 1940 do sierpnia 1941 tymczasowo służył w Oddziale III Sztabu Naczelnego Wodza Polskich Sił Zbrojnych jako wykładowca taktyki broni pancernej podczas I kursu Wyższej Szkoły Wojennej. W czasie od lutego 1942 do lipca 1943 pełnił funkcję oficera operacyjnego w 1 Dywizji Pancernej gen. Stanisława Maczka. Został awansowany do stopnia majora dyplomowanego broni pancernej od 1 stycznia 1943. Kształcił się w brytyjskich i amerykańskich szkołach od 1943 do 1944. 19 lipca 1944 został szefem sztabu 1 Dywizji Pancernej (jego poprzednikiem był zmarły wówczas płk dypl. Jerzy Levittoux). Brał udział w działaniach wojennych dywizji podczas walk na froncie zachodnim: w Normandii, a następnie w Belgii, Holandii i Niemczech. Został awansowany do stopnia podpułkownika 7 września 1944.
Po kapitulacji III Rzeszy do 27 września 1945 pozostawał szefem sztabu dywizji. Sprawował stanowisko dowódcy 10 pułku dragonów (według różnych źródeł od 4 października 1945 do 20 grudnia 1946 lub od 8 września 1945 do 1 lipca 1946). Następnie ponownie był szefem sztabu macierzystej dywizji do 10 czerwca 1947. Był współautorem publikacji pt. 1. Dywizja Pancerna w walce z 1947. W czasie od kwietnia do września 1947 służył w Polskim Dowództwie Likwidacyjnym w Niemczech jako szef sztabu oraz II pomocnik dowódcy. Przeniesiony do Wielkiej Brytanii służył w Polskim Korpusie Przysposobienia i Rozmieszczenia od września 1947 do września 1949, w tym jako szef sztabu 5 Grupy Dywizji do stycznia 1949, następnie w Kwaterze Głównej Zgrupowania PKPR w Zachodnim Okręgu Wojskowym. 1 października 1949 został starszym pomocnikiem w Polskiej Sekcji Łącznikowej przy brytyjskim War Office do spraw likwidacji PKPR. Z dniem 30 czerwca 1950 został zdemobilizowany.
Pozostał na emigracji w Wielkiej Brytanii. Został zatrudniony w przedsiębiorstwie V. and F. Monaco Motors. Działał w Zawiązku Sztabu Głównego Wojska Polskiego na uchodźstwie. Funkcjonował na rzecz planowania przyszłej Armii Wyzwolenia. Zaangażował się w działalność kombatancką w ramach Koła 10 Pułku Dragonów.
Zmarł 3 stycznia 1956 w Londynie. Został pochowany na Cmentarzu Brompton w Londynie.
Jego żoną została w 1935 Julia z Urbanowiczów (1908–), a bratem był Wacław Stankiewicz (1906–1991), sędzia, podczas wojny także oficer 1 Dywizji Pancernej w stopniu podporucznika. 

## Ordery i odznaczenia
- Krzyż Srebrny Orderu Virtuti Militari (za kampanię francuską 1940)[3][4]
- Krzyż Walecznych (dwukrotnie: po raz pierwszy za kampanię wrześniową 1939[5], po raz drugi za kampanię 1944–1945[6])
- Złoty Krzyż Zasługi z Mieczami[3]
- Kawaler Orderu Legii Honorowej (Francja)[7]
- Krzyż Wojenny z palmą (Francja)[7]
- Krzyż Wojenny (Francja)[8]
- Oficer Orderu Korony z palmą (Belgia)[9]
- Krzyż Wojenny z palmą (Belgia)[10]
- Oficer Orderu van Oranje (Holandia)[11]
- Order Wybitnej Służby (Wielka Brytania)[12]